# Copacabana (film, 1947)
Pour l’article homonyme, voir Greenwich Village.
Pour plus de détails, voir Fiche technique et Distribution.
Copacabana est un film musical américain réalisé par Alfred E. Green, sorti en 1947.

## Fiche technique
- Titre original : Copacabana
- Réalisateur : Alfred E. Green
- Production : Walter Batchelor producteur associé, Sam Coslow et David Hersh producteur exécutif (non crédité)
- Société de production : Beacon Productions
- Société de distribution : United Artists
- Scénario : László Vadnay, Howard Harris et Allen Boretz d'après une histoire de László Vadnay
- Dialogues additionnels : Sydney Zelinka
- Musique : Edward Ward
- Chorégraphie : Larry Ceballos
- Directeur de la photographie : Bert Glennon
- Montage : Philip Cahn
- Direction artistique : Duncan Cramer (en)
- Décors : Julia Heron
- Costumes : Barjansky
- Pays d'origine : États-Unis
- Format : Noir et blanc - 35 mm - 1,37:1 - Son : Mono (Western Electric Recording)
- Durée : 92 minutes
- Genre : comédie musicale
- Dates de sortie :
  - États-Unis : 30 mai 1947
  - France : 4 février 1948

## Distribution
- Groucho Marx : Lionel Q. Devereaux

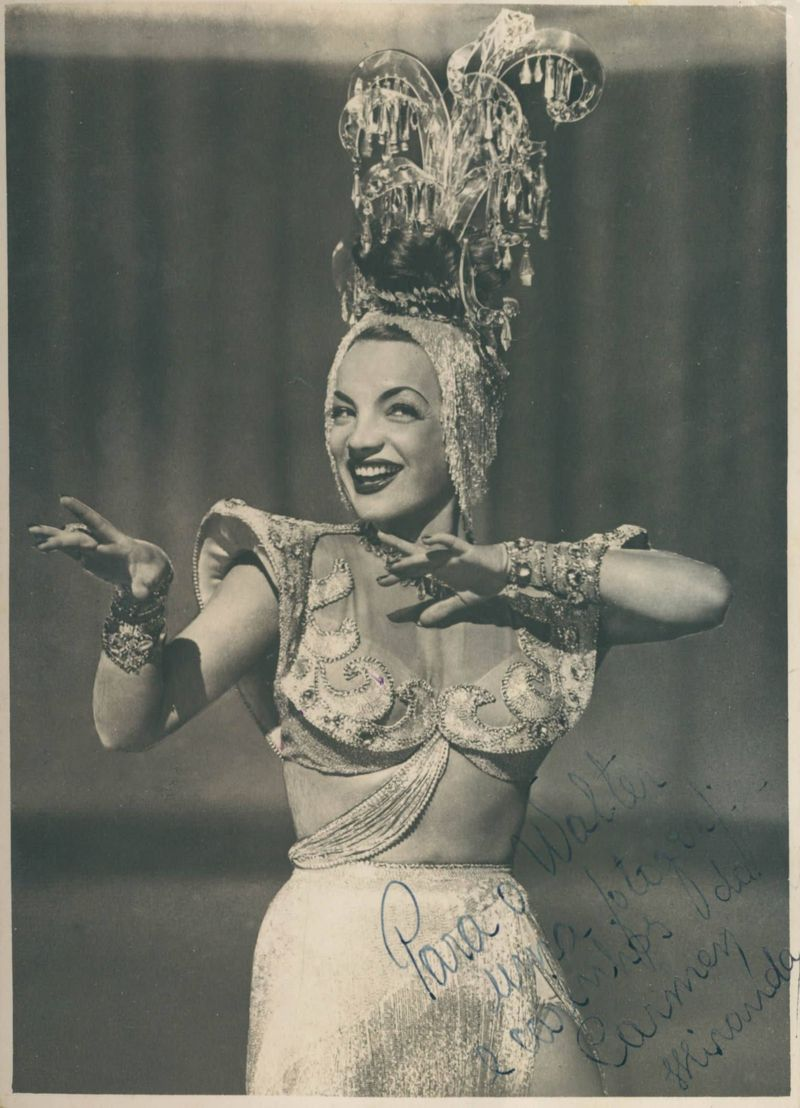
Carmen Miranda dans une scène du film.

- Carmen Miranda : Carmen Navarro / 'Mademoiselle Fifi'
- Steve Cochran : Steve Hunt
- Andy Russell : Lui-même
- Gloria Jean : Anne Stuart
- Abel Green : Lui-même
- Louis Sobol : Lui-même, journaliste
- Earl Wilson : Lui-même
- Ralph Sanford : Liggett